# Lange Frans & Baas B

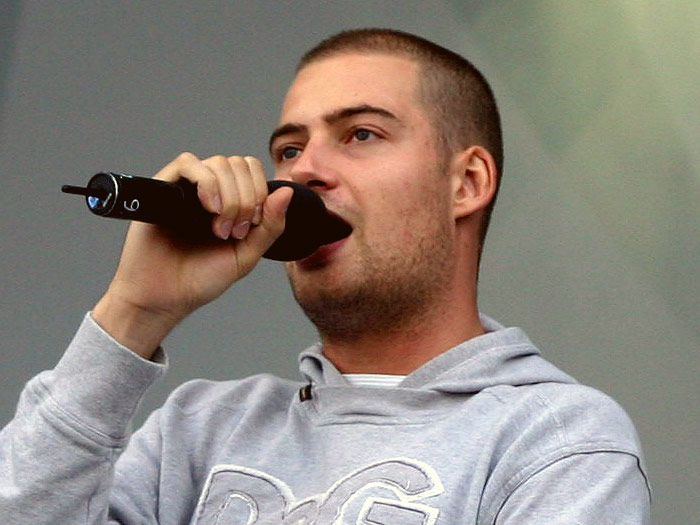
Lange Frans

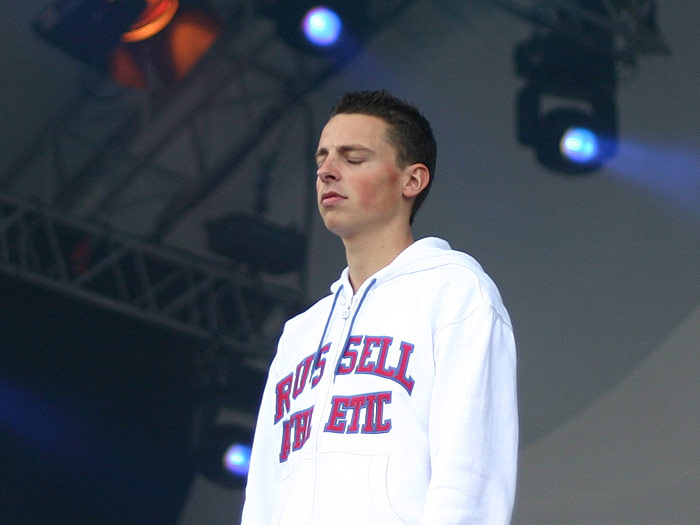
Baas B

Lange Frans & Baas B is een Nederlands hiphopduo.

## Biografie
Zowel Lange Frans (pseudoniem van Frans Frederiks) als Baas B (pseudoniem van Bart Zeilstra) zijn opgegroeid in Diemen. In 1997 richtten ze de formatie D-Men op. In 1999 kwam D-Men met een eerste single, getiteld Zoveel Mensen. In 2001 won D-Men een talentenjacht georganiseerd door de stichting Grap.
In 2003 werd D-Men verder uitgebreid met Brace, Yes-R, Soesi B, Negativ, Brutus, C-Ronic en DJ MBA. D-Men raakte in deze periode binnen de underground hiphopscene van Amsterdam steeds bekender.
In 2004 brachten Lange Frans en Baas B als duo enkele singles uit. Hun tweede single Moppie werd een grote hit. Brace zong op dit lied het refrein. Hun derde single Zinloos, een protest tegen zinloos geweld, werd een nummer 1-hit aan het einde van het jaar. Op dit lied werd meegezongen door de zangeres Ninthe. Na de moord op Theo van Gogh op 2 november 2004 werd het nummer Zinloos aangepast in twee coupletten. Het eerste ging over Theo van Gogh.
In 2005 hadden ze hun tweede nummer 1-hit met de titel Het land van. Dit nummer gaat over hoe het er in Nederland volgens hen aan toe gaat. Het kwam in week 40 in de Top 40 binnen op nummer 1 als "de klapper van de week."
Op 15 juni 2005 werd Lange Frans opgepakt vanwege een vechtpartij met collega rapper Nina in een restaurant in Amsterdam.
Op 15 juni 2005 raakte Baas B in opspraak toen hij werd opgepakt nadat hij rapper Kimo had aangevallen met een honkbalknuppel.
Lange Frans presenteerde samen met Brutus wekelijks een radioprogramma op de hiphopzender Lijn5.
Op 27 maart 2009 lieten ze in het programma van Giel Beelen op 3FM weten te stoppen als het duo Lange Frans & Baas B. In het teken van dit afscheid produceerden ze het nummer "Dit Was Het Land Van", gebaseerd op hun nummer 1-single: "Het Land Van". Dit nummer werd live ten gehore gebracht tijdens een uitzending van X Factor, wat tevens het laatste tv-optreden was van het duo. Hun laatste optreden was in juni van hetzelfde jaar.
Op 10 april 2009 zijn de montages van hun laatste videoclip "Dit Was Het Land Van" afgerond. Deze clip werd uitgezonden vanaf de week van 13 april 2009 op TMF en MTV. De in zwart-wit geproduceerde videoclip is sober en emotioneel van opzet en bevat een aantal homevideo beelden.

## Prijzen
| Jaar | Award                     | Categorie                | Muziek  |
| ---- | ------------------------- | ------------------------ | ------- |
| 2001 | Grote Prijs van Nederland | Publieksprijs            |         |
| 2005 | Essent Awards             |                          |         |
| 2005 | Edison Music Awards       | Beste Nieuwkomer         |         |
| 2005 | 3FM Awards                | Beste Single             | Zinloos |
| 2005 | TMF Award                 | Beste Urban Act          |         |
| 2005 | TMF Award                 | Beste Clip               | Zinloos |
| 2006 | Megaward 2005             |                          |         |
| 2006 | 3FM Awards                | Beste Artiest R&B/HipHop |         |
| 2006 | TMF Award                 | Beste Live Optredens     |         |

## Discografie

### Albums
| Album met eventuele hitnotering(en) in de Nederlandse Album Top 100 | Datum van verschijnen | Datum van binnenkomst | Hoogste positie | Aantal weken | Opmerkingen |
| ------------------------------------------------------------------- | --------------------- | --------------------- | --------------- | ------------ | ----------- |
| Supervisie                                                          | 2004                  | 11-09-2004            | 48              | 18           |             |
| Het Land Van                                                        | 24-11-2005            | 03-12-2005            | 27              | 14           |             |
| Verder                                                              | 23-04-2008            | 03-05-2008            | 56              | 5            |             |

### Singles
| Single met eventuele hitnotering(en) in de Nederlandse Top 40 | Datum van verschijnen | Datum van binnenkomst | Hoogste positie | Aantal weken | Opmerkingen                 |
| ------------------------------------------------------------- | --------------------- | --------------------- | --------------- | ------------ | --------------------------- |
| Represent                                                     | 03-2004               | -                     |                 |              | #99 in de Single Top 100    |
| Moppie                                                        | 2004                  | 10-07-2004            | 3               | 14           | met Brace                   |
| Zinloos                                                       | 2004                  | 23-10-2004            | 1(3wk)          | 15           | met Ninthe                  |
| Supervisie                                                    | 2005                  | 23-04-2005            | 35              | 2            |                             |
| Het land van... (Live)                                        | 2005                  | 08-10-2005            | 1(2wk)          | 16           |                             |
| Mee naar Diemen-Zuid                                          | 2005                  | 10-12-2005            | 16              | 9            |                             |
| Ik wacht al zo lang                                           | 2006                  | 22-04-2006            | 18              | 7            | met Brutus en Tim (DI-RECT) |
| Dit moet een zondag zijn                                      | 2006                  | 29-07-2006            | tip6            | -            |                             |
| Kamervragen                                                   | 04-02-2008            | -                     |                 |              | #14 in de Single Top 100    |
| Dit was het land van                                          | 2009                  | 04-04-2009            | tip3            | -            | #2 in de Single Top 100     |

| Single met hitnotering(en) in de Vlaamse Ultratop 50 | Datum van verschijnen | Datum van binnenkomst | Hoogste positie | Aantal weken | Opmerkingen |
| ---------------------------------------------------- | --------------------- | --------------------- | --------------- | ------------ | ----------- |
| Zinloos                                              | 2004                  | 22-01-2005            | 43              | 2            | met Ninthe  |

### NPO Radio 2 Top 2000
| Nummer met noteringen in de NPO Radio 2 Top 2000 | '15  | '16  | '17  | '18 | '19 | '20  |
| ------------------------------------------------ | ---- | ---- | ---- | --- | --- | ---- |
| Het land van...                                  | 1301 | 1197 | 1244 | 864 | 627 | 1667 |

1. ↑  Een vetgedrukt getal geeft de hoogste notering aan.
2. ↑  2015 was het eerste jaar met een notering voor dit nummer.
3. ↑  Deze tabel is bijgewerkt tot en met de laatste editie (2024).